# Distretto di Karbi Anglong Occidentale
Il distretto di Karbi Anglong Occidentale è un distretto dello stato dell'Assam, in India. Il suo capoluogo è Hamren.
Il distretto è stato costituito nel 2015 scorporando parte del distretto di Karbi Anglong.